# Stipa macrathera
Stipa macrathera är en gräsart som beskrevs av Rodolfo Amando Philippi. Stipa macrathera ingår i släktet fjädergrässläktet, och familjen gräs. Inga underarter finns listade i Catalogue of Life.